# Школьников, Исаак Бенцианович
Исаа́к Бенциа́нович Шко́льников (Бенционович; 1912, Бобруйск — 1964, Ленинград) — советский гидрограф, участник арктических зимовок и экспедиций.

## Ранние годы
Исаак Бенцианович Школьников родился в 1912 году в городе Бобруйск Могилёвской области в семье рабочего лесозаготовок. Когда Исааку исполнилось 8 лет, умер его отец. Мать Школьникова подрабатывала няней, но денег всё равно не хватало, жили бедно. В 1929 году в возрасте 17 лет он закончил шестилетнюю среднюю школу и поступил учиться в фабрично-заводское училище при лесокомбинате. Окончив училище, Исаак Бенцианович устроился работать наладчиком станков.
По состоянию здоровья в армию Исаака Школьникова не призвали. В 1931 году он переехал жить в Москву, где какое-то время работал на заводе, пока в 1932 году не поступил в Московский лесотехнический институт. Школьников недолго обучался в Московском институте: часть студентов, в том числе и Исаак, была сокращена в связи с недостаточным количеством помещений, поэтому он был вынужден вернуться на лесокомбинатскую работу.
Несмотря ни на что, Исаак Школьников хотел продолжать учиться и в 1932 году поступил в Ленинградскую лесотехническую академию. Но и академию он также не закончил, в то время активно осваивался север, проводились арктические и антарктические экспедиции, и Исаак, оставив карьеру работника лесопромышленности, в 1935 году поступил в Гидрографический институт Главсевморпути.
В своих первых экспедициях начинающий гидрограф принял участие ещё во время обучения в институте. В 1937—1938 годах он стал невольным участником легендарного дрейфа на пароходе ледокольного типа «Георгий Седов». В 1937 году, когда экипаж парохода проводил гидрографические работы у Новосибирских островов, «Георгия Седова» послали на помощь судам «ленинского» каравана, застрявшим в тяжёлых льдах юго-западной части моря Лаптевых. Но выйти из льдов пароход не смог, и начался долгий дрейф. В 1938 году часть экипажа, в том числе и Исаак Бенцианович, были эвакуированы на материк самолётами.

## Работа гидрографом
В 1939 году Школьников окончил обучение и, получив диплом инженера-гидрографа, получил направление на Чукотку. На полуострове Исаак Бенцианович работал в Индигирском зимовочном отряде, в составе которого он зимовал на острове Врангеля.
Однако, спустя два года работу пришлось прервать в связи с началом Великой Отечественной войны. В июле 1941 года Исаака Школьникова рядовым призвали в Красную Армию, из которой он демобилизовался в звании капитана в 1947 году. Во время войны, в апреле 1944 года, он вступил в партию.
После войны Исаак Бенцианович Школьников вернулся к прерванной работе в Главное управление Северного морского пути. Проявив себя ответственным и опытным работником, Школьников за послевоенные годы смог дослужиться от простого инженера до начальника ведущего отдела Гидрографического управления. В должности начальника отдела гидрографических исследований он участвовал в экспедиции на остров Врангеля. Там Школьников, возглавляя одну из трёх групп, занимался промерочными работами, проходя каждый день несколько километров пешком и попутно буря лунки в плотной массе льда.
С 1963 по 1964 годы Исаак Бенцианович занимал должность главного инженера полярной гидрографии. Это была последняя его работа, в 1964 году он умер в Ленинграде.

## Память
За проявленную отвагу во Второй мировой войне и за многолетний труд в тяжёлых условиях Исаак Бенцианович Школьников был неоднократно награждён многочисленными орденами и медалями, среди которых: орден Красной Звезды, медали «За боевые заслуги», «За оборону Ленинграда», «За победу над Германией в Великой Отечественной войне 1941—1945 гг.» и медаль «За трудовое отличие».
В память об Исааке Школьникове, как о талантливом гидрографе, его имя решением Чаунского райисполкома № 19 от 19 января 1965 года было присвоено мысу на Чукотке в Восточно-Сибирском море. В 1964 году, по предложению другого гидрографа — Долгушина Ивана Алексеевича, Диксоновский райисполком утвердил название в его честь пролива в шхерах Минина, отделяющий остров Олений от острова Циркуль и полуострова Минина.